# Happiness in Slavery
Happiness in Slavery ist ein Lied der US-amerikanischen Industrial-Rock-Band Nine Inch Nails aus der EP Broken. Es handelt von BDSM und erschien im November 1992 als Promotion-Single-Auskopplung. Geschrieben wurde es von Trent Reznor, dem Sänger der Band. Titel und Refrain des Liedes stammen aus Jean Paulhans Vorwort zu Pauline Réages 1954 erschienenem erotischen Roman Geschichte der O. Happiness in Slavery erreichte Platz 13 der Billboard Modern Rock Tracks Charts.
Die Darbietung von Happiness in Slavery bei Woodstock II, die auf dem Album Woodstock 94 enthalten ist, gewann 1996 den Grammy Award for Best Metal Performance. Das Musikvideo zu dem Lied wurde wegen der Darstellung von Bob Flanagan, der von einer Maschine gefoltert wird, fast überall verboten.

## Musikvideo
Das Musikvideo zu Happiness in Slavery, bei dem Jon Reiss Regie führte, wurde von Octave Mirbeaus Roman Der Garten der Qualen (1899) inspiriert. Es zeigt den Performance-Künstler Bob Flanagan, der einen großen Raum betritt und eine Blume und eine Kerze auf einen Altar stellt. Dann zieht er seine gesamte Kleidung aus und wäscht sich, bevor er sich auf eine Maschine legt, die ihn festschnallt. Aus der Maschine ragen lange Roboterklauen, die seine Haut aufreißen und seine Hände aufspießen. Dabei reagiert er mit Vergnügen. Bohrer bohren sich an verschiedenen Stellen in seine Haut und lassen sein Blut auf den Boden darunter tropfen, wo sich ein Garten befindet, der offenbar von menschlichem Blut gedüngt wird.
Anschließend kommen große Schleifer aus der Maschine und verletzen Flanagans Haut extrem. Während er weiterhin in einer Mischung aus Vergnügen und Schmerz schreit, beginnt die Maschine, ihn auszuweiden und ihn schließlich zu töten. Danach verschlingt sie Flanagans Körper in einem Metallfass und zerkleinert ihn zu Dünger für den Garten darunter. Am Ende betritt Trent Reznor, der zu Beginn des Videos den Text in einer Zelle gesungen hat, den Raum und beginnt, das gleiche Ritual wie Flanagan durchzuführen. Das Video wird schwarz, während er eine Kerze anzündet.
Das Video wurde nach seiner Veröffentlichung fast durchgängig verboten, war aber später auf dem Videoalbum Closure und in dem Kurzfilm Broken enthalten. Es wurde auch in der Sendung Too Much 4 Much gezeigt, einem Programm des kanadischen Fernsehsenders MuchMusic, für Videos, die aus dem regulären Programm verbannt wurden.
Reznor kommentierte, dass das Video nicht gedreht wurde, um zu schockieren, sondern weil „dies die passendsten Bilder für den Song waren“. Das hatte mit seiner künstlerischen Freiheit zu tun, die er damals nach seinem Zerwürfnis mit TVT Records hatte.

## Titellisten
- Promo-CD-Single (USA) (PRCD 4795)

1. Happiness in Slavery (LP Version) – 5:26

- Promo-CD-Single (USA) (PRCD 4827)

1. Happiness in Slavery (Flaccid Edit) – 4:17
2. Happiness in Slavery (LP Version) – 5:26

- Promo-12"-Single (USA)

A1. Happiness in Slavery (Fixed Version) – 6:09
A2. Happiness in Slavery (Sherwood Slave Mix) – 2:17
B1. Happiness in Slavery (PK Slavery Remix) – 5:41
B2. Happiness in Slavery (Broken Version) – 5:21
Die Titel A2 und B1 entstanden unter der Mitarbeit von Adrian Sherwood und Paul Kendall (PK).